# Ludvig Widell

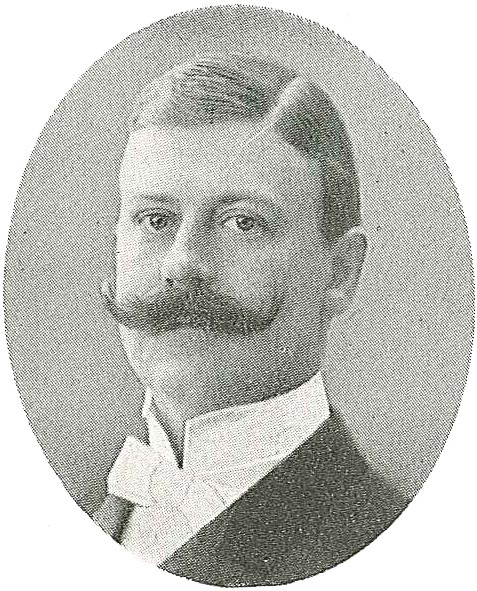
Ludvig Widell på 1910-talet.

Jakob Ludvig Widell, född 21 oktober 1870 i Morlanda församling, död 9 januari 1934 på Stockholms slott, var en svensk statistiker, ämbetsman och politiker. Han var far till Gustav Adolf Widell.

## Biografi
Widell avlade 1888 studentexamen i Göteborg, 1900 filosofie doktor (på avhandlingen Sveriges finanser under senare hälften af 1880-talet: ett försök till en allmän svensk finansstatistik. 1) och samma år docent i statistik och statskunskap vid Lunds universitet. Han tjänstgjorde en tid som amanuens vid Lunds universitetsbibliotek, uppehöll en stor del av åren 1901–1905 på förordnande professuren i statskunskap och statistik vid Lunds universitet, drog därvid uppmärksamheten till sig och utnämndes 1905 till överdirektör och chef för Statistiska centralbyrån. Han blev generalkrigskommissarie 1926 och riksbanksfullmäktig samma år. Han undervisade bland annat Anders Österling.
År 1907 blev Widell ledamot i Statistiska kommittén och 1908 i styrelsen för Stockholms stads statistiska kontor. Han representerade Sverige i Paris 1909, Haag 1911 och Wien 1913 vid möten med Institut international de statistique, varav Widell sedan 1909 var medlem. Som statistiker hade Widell även stor andel i utarbetandet av kyrkobokföringsförordningarna 1910 och 1915. Tillsammans med Carl Axel Reuterskiöld verkställde han 1911 en utredning angående kvinnans politiska rösträtt. Han var ledamot av flera kommittéer, bland annat ordförande i 1920 års kommitté för utarbetande av bestämmelser rörande de enskilda järnvägarnas bokföring samt 1920 års löneregleringskommitté för universiteten med flera. 
Widell representerade från och med januaririksdagen 1914 Göteborgs och Bohus län i första kammaren, där han tillhörde nationella partiet och sedan 1919 var ledamot av dess förtroenderåd. Han var ledamot av olycksfallsförsäkringsutskottet 1916, statsutskottet från 1918, krigstidstilläggsutskottet vid urtima riksdagen 1918 och värnpliktsutskottet vid urtima riksdagen 1919. Widell deltog efter 1918 på statsutskottets vägnar ganska flitigt i riksdagsdebatterna. Bland de av honom tillika med andra partikamrater undertecknade motioner märks de vid båda riksdagarna 1914 om kraftigare åtgärder mot den tilltagande sedliga urartningen och om straffåtgärder mot offentliga uppmaningar till osedlighet, 1917 om åtgärder mot försvarsfientlig agitation samt 1920 i den kommunala skattelagsfrågan.
Ludvig Widell är begravd på Solna kyrkogård.